# Polygrammodes phyllophila
Polygrammodes phyllophila là một loài bướm đêm trong họ Crambidae. Chúng thường được tìm thấy ở Madagascar, Nam Phi, Uganda và Zambia.